# コーバス・ライナー
コーバス・ライナー（Cobus Reinach、1990年2月7日 - ）はユナイテッド・ラグビー・チャンピオンシップストーマーズに所属するラグビーユニオン選手。

## プロフィール
- 南アフリカ・ブルームフォンテーン出身。
- ポジションはスクラムハーフ(SH)。
- 身長 175cm、体重 85kg
- 南アフリカ代表キャップは14（2020年3月現在）でラグビーワールドカップ2019の南アフリカ代表に選ばれた[1]。
- バーバリアンズに選ばれたことがある[2]。

## 略歴
シャークス、シャークスを経て、2017年、ノーサンプトン・セインツに加入。 
2020年、モンペリエに加入。
2025年、ストーマーズに加入。